# قراءة الحسن البصري
قراءة الحسن بن يسار البصري، تنسب إلى الحسن البصري، وهو أحد التابعين، وقد أدرك الصحابة، وقرأ على جماعة منهم حطان الرقاشي، وروى عنه القراءة جماعة من القراء منهم يونس بن عبيد وأبو عمر بن العلاء وعاصم الجحدري، وغيرهم، وقراءته إحدى القراءات الأربع الشاذة؛ قراءة الأعمش وابن محيصن المكي واليزيدي وقد اختل فيها شرط التواتر في الأسانيد، وقد ذكر ابن الجزري أن هذه القراءة ثبتت من رواية ابن عباد بن راشد وعباد بن تميم وسليمان بن أرقم وعتبة بن عتبة وعمر بن مقبل كلهم عن الحسن، وروي عن الشافعي أنه قال: لو أشاء أقول إن القرآن نزل بلغة الحسن لقلت؛ لفصاحته.
وقد ذكر ابن الجزري أن هذه القراءة بقيت مشهورة إلى عهده في القرن التاسع، فالناس في زمانه منهم من يُقرئ بالسبعة، ومنهم من يقرئ بالعشرة، ومنهم من يُقرئ بالثلاثة، وذكر أنه قرأ بذلك على شيوخه، لكنه لا يُقرأ بها في الصلاة؛ لكثرة الانفرادات فيها عن القراءات المشهورة.
لما جمع ابن مجاهد قراءات القراء السبعة في كتابه لم يختر قراءة الحسن البصري، وذلك لسببين:
- الأول: لأنها لا تخرج في الغالب عن قراءة الكوفيين ولم تكن قراءته كقراءة غيره من القراء الكوفيين مثل حمزة وعاصم.
- الثاني: لأن قراءته شاذة.[5]

## أسانيد قراءته
وردت قراءة الحسن من طريق أبي عمر الدوري، وقد روى هذا الإسناد أبو علي الأهوازي، عن الحسن بن إسماعيل البصري، عن محمد بن عبيد الله الرازي، عن حفص بن عمر الدوري، عن شجاع البلخي، عن سليمان بن عيسى البصري، عن الحسن البصري، وقرأ الحسن على جماعة منهم حطان، عن أبي موسى الأشعري، عن النبي صلى الله عليه وسلم.
وقد ذكر ابن الجزري أن هذه القراءة ثبتت من رواية ابن عباد بن راشد، وعباد بن تميم، وسليمان بن أرقم، وعتبة بن عتبة، وعمر بن مقبل، كلهم عن الحسن.

## الثناء على قراءته
روي عن الشافعي أنه قال: لو أشاء أقول إن القرآن نزل بلغة الحسن لقلت؛ لفصاحته.
من الكتب التي ذكرت قراءة أو طرق الحسن البصري: قراءة الحسن البصري ويعقوب، أو قراءة الحسن البصري، تأليف الحسن بن علي الأهوازي، المتوفى سنة (446هـ).